# 負釣山
負釣山（おいつるしやま）は、富山県下新川郡入善町と朝日町にまたがる山。本山の標高は959.3mで南峰は978m、南峰は入善町の最高峰である。富山の百山の一つ。
山頂は展望がよく黒部川扇状地を一望できる。

## 概要
この山の読みを「おいつりやま」と表記しているところもある。ピラミッド型の山容をしており、新川平野からこの山を見ることが出来る。
山頂は比較的開けており、黒部川扇状地や北アルプスの山々の展望に優れる。

## 地形
小川の支流の舟川および打谷、下ワカサ谷などの源流である。この川は水量が安定しており、舟見段丘での農業用水に利用されている。
山頂には二等三角点が置かれている。

## 生態
ニホンザル、カモシカ、アナグマなどが生息し、登山道や切り株には、これらの動物の糞などもみられる。
1975年、富山県自然保護課の調査によって、コバイケイソウの群生地が発見された、また、ニッコウキスゲの群生も見られる。

## 山名の由来
山名の由来は定かではないが、笈（おいづる）の木が多く生えていたからという説がある。また、この山を登っていた修道者である甥釣（おいづり）からきたという説もある。

## 登山
舟川沿いに登山口があり、駐車場は10台ほど止めることが出来る。